# Минерал
Вижте пояснителната страница за други значения на Минерал.
Минералите са твърди природни, неорганични, по-рядко органични обекти, с определена структура и химичен състав, образувани при определени физикохимични условия в резултат на различни геоложки процеси. Те са съставните части на скалите и рудите, но образуват и собствени находища. Срещат се както в земната кора, така и на други обекти в Слънчевата система и на другите небесни тела. Изграждат твърдата част на планетите, спътниците, метеоритите и т.н. Техните химични структури обикновено са строго определени, но съотношението на химичните елементи в тях понякога варира в определени граници.
Минералите са относително еднородни, което се обуславя от определения химичен състав и подреждането на химичните елементи в еднакви структури], тъй като елементите в тях са подредени в характерни геометрични форми. Почти всички минерали, с много малко изключения, имат кристална структура. Колоидните (колоидно-дисперсни) минерали с приета аморфна структура при рентгенографски и електронографски изследвания също показват кристално устройство, но при тях тези структури са с много по-малки размери. По-голямата част от познатите до днес над 4000 минерални вида са неорганични, но съществуват и органични минерали – например кехлибар. Химичните елементи, които се срещат в природата в естествено състояние, също се определят като минерали.
Думата минерал произлиза от термина minera, означаващ къс руда или камък, от който може да се получи някакъв метал. Науката, която се занимава с изучаването на минералите, се нарича минералогия.

## Определение
С развитието на науката минералогия през вековете определението за понятието минерал непрекъснато еволюира. В съвременната литература съществуват няколко дефиниции за него. Според дефиницията, приета от Международната минералогическа асоциация през 1995 г. минерал е всяко естествено твърдо вещество, характеризирано обикновено с кристална структура и образувано при геоложки процеси. Химичният състав на минералите обикновено е постоянен, но при някои може да варира в определени граници. Самородните химически елементи също се приемат за минерали. Това определение изключва от групата на минералите всички биогенни химични съединения, формирани извън геоложките процеси като черупки на мекотели, пикочни камъни, оксалатни кристали в тъканите на растенията и др. Въпреки това, ако в процеса на създаването на едно вещество са участвали и геоложки фактори, то може да бъде прието за минерал. Пример за това са кехлибарът и уевелитът.
Изкуствено получените химични съединения не могат да се нарекат минерали, защото не се срещат свободно в природата. Като изкуствени (синтетични) минерали се обозначават само тези продукти, които точно отговарят на състава и физичните свойства на природните си аналози.
Съществува един тип вещества, наричани минералоиди. Макар и да не попадат точно в категорията на минералите, те все още обикновено се класифицират като такива. Пример за това е опалът, който няма кристална структура и постоянна химична формула.

## История
Праисторията на човечеството, още от неолита и палеолита, е тясно свързана с използването на различни камъни – скали и минерали, като първобитни оръжия и сечива. През Античността вече се развива добива на основните метали от земните недра – мед, злато, сребро, желязо, калай, а редица минерали имат ценно приложение като се използват за пигментиране, декорации, накити и др.
Най-древният писмен източник, в който се споменават минерали и скали е китайският трактат „Шанхайдзин“ („Древни приказки за планини и морета“) от V в. пр.н.е. В него се изброяват метали като злато, сребро, мед, калай, желязо и някои минерали – нефрит, реалгар, магнетит, куприт, яспис и арагонит. Първият специализиран трактат само за минералите е „За камъните“ от Теофраст, ученик на Аристотел, който се приема и за основоположник на минералогията. В него са описани 59 природни и изкуствени минерални вещества, от които 32 минерала, 14 скали и 7 изкуствени продукта. Около 400 години по-късно Плиний Стари събира в четири тома всичко, известно по онова време за минералите. През ХІ век Авицена и Ал-Бируни изучават свойствата на минералите, уточняват диагностиката и правят първата им систематика. В средата на ХІІ век Мохамед бен Мансур написва „Книга за скъпоценните камъни“, която се приема като първия систематичен труд по минералогия. Един век по-късно доминиканският монах Алберт Велики описва свойствата на 94 минерала и поставя началото на аналитично химичните им изследвания. През ХVІ век немският лекар, геолог и минералог Георг Агрикола дава тласък на втория етап от развитието на минералогията, като я допълва с идеи за образуването и откриването на различни минерали. За първи път се прави и разлика между минерали и скали. В началото на ХVІІІ век науката минералогия получава сериозно развитие от Аксел Кронщед и Якоб Берцелиус. По-късно към техните трудове се добавят и тези на Дж. Д. Дейна, Карл Линей, А.Г. Вернер, шотландеца Джеймс Хътън и др. През ХІХ век за развитието на науката за минералите работят Вайс, Джон фон Нойман, Фридрих Моос, Василий Севергин, Г. Розе, Митчерлих. Мориц Франкенхайм извежда за първи път 32-та класа на симетрия, Огюст Браве описва 14-те пространствени решетки. У. Сорби използва микроскопа при изучаване на тънки минерални пластинки, поставяйки началото на кристалооптичните изследвания. По-късно те са доразвити от Лакруа и Беке. Водещи имена в минералогията са още руснаците Владимир Вернадски и Александър Ферсман, както и роденият в Цюрих Виктор Голдшмит. Откритието на Дмитрий Менделеев на периодичното подреждане на елементите дава възможност за развитие на геохимията. Съвременният етап от развитието на минералогията се характеризира с усъвършенствани методи за изследване на минералите и техните свойства.
В България първият минералогичен труд е написан от проф. Георги Златарски, в който обнародва около 50 минерални вида и разновидности. Академик Георги Бончев полага основите на българските минералогия и петрография. През 1923 г. издава труда си „Минералите на България“, в който разглежда над 100 минерални вида. Един от най-известните български минералози на ХХ век е акад. Иван Костов, чиято монография „Минералогия“ е преведена на руски и английски.

## Генезис
Генезисът на минералите се определя като съвкупност от начина на зараждане, растеж и изменение на минералите, от физико-химичния механизъм на кристализация и от геоложките процеси на минералообразуване. Формирането на минералите като съставна част от земната кора е тясно свързано с образуването на различни видове скали. Осъществява се чрез кристализация на природни стопилки, разтвори или пари или от взаимодействието между газове и разтвори с твърдата част на земната кора. Минералите се образуват при кристализация на магмата (под земната повърхност) или на лавата (над земната повърхност), при седиментация (утаечни процеси във водните басейни) и при прекристализация (метаморфизъм) на вече образуваните магмени и седиментни скали.
Значителната част от земната кора е изградена само от осем химични елемента, което определя и основния състав на минералите. Това са елементите (със съответния си масов процент) кислород (46,60%), силиций (27,72%), алуминий (8,13%), желязо (5,00%), калций (3,63%), натрий (2,83%), калий (2,59%) и магнезий (2,09%). Четири други елемента се срещат в количества между 1% и 0,1% – титан, фосфор, водород и манган. Всички останали елементи съставят не повече от 0,5% от масата на земната кора и концентрацията им не е достатъчна за да образуват самостоятелни минерали. Те се срещат само като слаби примеси в минералите.
В зависимост от местообразуването на минералите, техните находища се разделят на две групи, между които се наблюдават и преходни типове:
- Ендогенни – образувани в дълбоките отдели на земната кора и по-специално тези, свързани с процесите в магмата. Възможно е да са образувани и на повърхността, но от изнесени от дълбочина материали. Минералите се формират при високи температура (800 °C-20 °C) и налягане (от няколко хиляди до една атмосфера). В зависимост от начина на образуване се разделят на магматогенни и метаморфогенни.
- Екзогенни – образувани в повърхностните отдели на литосферата. Към тях се отнасят процесите на изветряне (супергенеза), формират се при ниска температура (0 °C-30 °C) и обикновено налягане от една атмосфера. Според начина на образуване на минералите се разделят на супергенни и седиментогенни.[1][5][6]

Ендогенните и екзогенните процеси се подразделят на няколко групи и подгрупи:
Магмени процеси – поделят се на интрузивни и ефузивни.

Пегматитов процес

Хидротермални процеси – плутогенни, вулканогенни и магматогенни

Супергенни процеси – кори на изветряне и зони на окисление и инфилтрационни процеси

Седиментогенни процеси – кластични, хемогенни и биогенни, вулканогенно-кластични

Метаморфогенни – регионален метаморфизъм, контактен метаморфизъм, дислокационен метаморфизъм, импактен метаморфизъм и метасоматични процеси.

## Морфология
Обикновено минералите се разглеждат като кристализирали твърди тела. Появяват се в аморфно състояние много рядко и то при особени случаи, например при образуване на природно кварцово стъкло. Разликата между тези две състояния е много малка – при аморфното се наблюдава плавен преход, а при кристалното свойствата на веществото се променят скокообразно. Като аморфни тела обикновено се разглеждат отложенията от колоидни разтвори, т.нар. колоидни или колоидно-дисперсни минерали. В природата отлагане на минералите от колоидни разтвори се наблюдава главно в повърхностните части на земната кора, но образуваните минерали след време преминават от типично колоидни агрегати към кристални, като запазват само външната си аморфност. Чрез рентгенографски и електронномикроскопски изследвания е доказано, че аморфните минерали всъщност са много финокристални и до голяма степен изчистени от примеси.

## Разлика между минерали и скали
Минералите са относително еднородни съставки на земната кора. Свързани един с друг по различен начин те образуват скали. Свойствата на скалите зависят от вида и количественото съотношение на минералите, които ги съставят. Повечето от скалите представляват полиминерални агрегати, тъй като са образувани от няколко минерала, всеки със собствените си свойства, което дава възможност те да бъдат различавани един от друг в състава на самата скала. Например гранитът се състои от три минерала – ортоклаз, кварц и слюда, всеки от които е визуално различим от останалите. Макар и по-рядко, съществуват и мономинерални скали, какъвто е мраморът, съставен почти изключително от минерала калцит под формата на зърна, плътно прилепнали едно към друго.

## Класификация на минералите
С развитието на минералогията са създавани различни видове класификация на минералите и с различни подходи към нея. Към края на ХІХ век и след това тези класификации са от четири типа – генетични, геохимични, кристалоструктурни и кристалохимични. Съвременните класификации са кристалохимични, създадени въз основа на химичния състав и кристалната структура на минералите. Като пример на този тип са класификациите на Поварених от 1966 г. и тази на Щрунц от 1967 г. В България е прието да се работи по класификацията на акад. Иван Костов от 1993 г.
Класификация на Никел-Щрунц
Класификацията групира минералите в 10 класа, всеки от тях разделен на семейства и групи въз основа на химичния състав и кристалната им структура:
1. Елементи
2. Сулфиди
3. Халогениди
4. Оксиди
5. Нитрати и карбонати
6. Борати
7. Сулфати
8. Фосфати
9. Силикати
10. Органични минерали

Класификацията на Иван Костов
1. Елементи
2. Сулфиди и сродни съединения
3. Оксиди и хидроксиди
4. Халогениди
5. Силикати
6. Борати
7. Фосфати, арсенати и ванадати
8. Волфрамати и молибдати
9. Сулфати, селенати и телурати
10. Хромати
11. Карбонати
12. Нитрати и йодати
13. Органични минерали

## Названия на минералите
Наименованията на съществуващите и нови минерали се съгласуват с Международната минералогическа асоциация (IMA), към която през 2006 г. е създадена комисията за номенклатура и класификация на нови минерали (New Minerals, Nomenclature and Classification) (CNMNC). Целта ѝ е да се справя с всички проблеми във връзка с наименованията на минералите и съществуващите системи за класификацията им.
Наименованията на минералите са давани заради някои от свойствата им, находищата, откривателите или други учени минералози и т.н. Когато наименованието на минерала е свързано с неговите морфология, физични свойства или химичен състав, обикновено се използват гръцки или латински думи.
- Пример за наименование на минерали по кристалографските или морфологичните им особености са тетраедрит (заради тетраедричните му кристали), десмин (по снопестите му агрегати), аксинит (по брадвовидните му кристали) и т.н.
- Минерали, получили наименованието поради цвета си – лазурит (син), родонит (розов), левцит (бял), хематит (кървавочервен), хлорит (зелен) и т.н.
- Наименования, получени по някои физични свойства – ортоклаз и плагиоклаз (заради цепителността им), барит (поради голямото му относително тегло), дистен (от различната му твърдост в две различни посоки), пирит (заради изпускането на искри при удар) и др.
- Наименования, получени заради химичния състав – куприт (от мед), калцит (от калций), хромит (от хром), бафертисит (съдържа Ba, Fe, Ti, Si) и др.
- Наименованието на някои минерали произлизат от първите им находища – андезин (от Андите), андалузит (от испанската провинция Андалусия), хемусит (от Хемус, древно название на Стара планина), антарктисит (от Антарктика), везувианит (от вулкана Везувий) и т.н.
- Някои минерали носят имената на известни личности – над 1100 вида. Обикновено са назовавани по фамилните имена. Например гьотит (на Гьоте), гагаринит (наГагарин), вернадит (на Вернадски), ферсманит (на геолога Александър Ферсман), воластонит (на английския химик Уилям Уоластон), костовит (на акад. Иван Костов), армстронгит (на Нийл Армстронг, първия космонавт, стъпил на Луната) и др.
- Съществуват и имена на минерали, взети от митологиите, или свързани с някакви вярвания в миналото – егирин (от скандинавския бог на моретата Егир), орфеит (от Орфей, танталит (от древногръцкия Тантал) и т.н.[1][5]
- Някои носят имена на ботанически обекти – антофилит (карамфил), крокоит (минзухар), малахит (слез), гросулар (цариградско грозде) и т.н.[5]

## IMA статус
Международната минералогическа асоциация (IMA) поддържа публичен списък на всички одобрени названия на минералите от 1959 г. насам. При описанието на всеки минерал се дава и статуса на IMA, който показва доколко името на минерала е валидно. Имената са разделени на няколко групи:
- А – минерални видове, чиито имена са официално приети и одобрени от IMA и са публикувани в официални научни издания.
- D – имена на минерали, които не са приети официално от IMA като валидни
- R – имена на минерали, които подлежат на промяна
- Pre-IMA – имена на минералите, наложени преди 1959 г. и публикувани в отделен списък. Всички имена тук се считат за валидни, тъй като се приема че са в заварено положение.[8]

Базата данни на IMA се развива непрекъснато, някои названия се променят като неподходящи, появяват се новооткрити минерали, които получават своите названия.

## Физични свойства
Физичните свойства на минералите зависят от техния химичен състав и структура. Заедно с морфологичните особености на минералите техните физични свойства са определящи за първоначалното им разпознаване, както и за практическото им използване.

### Относително тегло
Относителното тегло на минералите е съотношението между плътността на минерала и плътността на водата при температура 4 °C, бележи се с G и е безразмерна величина. Относителното тегло зависи както от химичния състав на минералите, така и от кристалната им структура. Повечето минерали имат относително тегло между 2 и 3,5 – карбонати, нитрати, сулфати, фосфати др. Оксидните и сулфидните минерали, както и самородните метали са значително по-тежки и относителното им тегло попада в границите от 4 до 10,0. Различното относително тегло на минералите се използва при тяхното диагностициране, за механично разделяне на минерални смеси, при флотационните процеси и др.

### Плътност
Плътността и относителното тегло, които понякога се ползват като синоними, при минералите имат различни значения и не трябва да се бъркат. Под плътност на минералите се разбира стойността на масата им в единица обем. Представлява отношението на масата на веществото (m) към неговия обем (v) при температура от 20 °C, бележи се с D и се измерва в g/cm3.

### Твърдост
Под твърдост на един минерал се разбира степента на съпротивление, което той оказва при надраскването му с друг минерал. Тя се определя чрез сравнителен метод, ползвайки таблицата на австрийския минералог Фридрих Моос, създадена в началото на ХІХ век. Състои се от следните 10 минерала, от най-мекия към най-твърдия: талк, гипс, калцит, флуорит, апатит, ортоклаз, кварц, топаз, корунд и диамант. Минералите са подбрани по такъв начин, че твърдостта им се изменя закономерно като при една геометрична прогресия с фактор 2. При полеви условия и за бърза диагностика се ползват твърдостта на нокътя и на джобното ножче. Твърдостта е векторна величина, която се променя съобразно посоката, в която се дращи минерала. Анизотропността на кристалната структура на някои минерали рефлектира в различната им твърдост в различните посоки.

### Абсолютна твърдост (микротвърдост)
Абсолютната твърдост на минералите представлява степента на съпротивление, която те оказват при определен товар, приложен върху единица площ. Измерва се със специални твърдомери, които отчитат формата и големината на отпечатъка върху минерала, след определено натоварване.

### Крехкост
Крехкостта на минералите отчита способността им да се раздробяват при удар. Свойството е тясно свързано с твърдостта на минералите. В зависимост от силата на удара, при която става това разпадане, те се разделят на следните видове:
- Много крехки
- Крехки
- Слабо пластични
- Пластични
- Много пластични[1]

### Цепителност
Цепителност се нарича способността на някои минерали да се раздробяват по определени кристалографски посоки. Зависи от естественото разположение на атомите и йоните в кристалната решетка, които създават гладки повтарящи се повърхности. Зависи също и от слабите звена в кристалната структура, определяни от наличието на различни примеси. От значение е и типът на химичните връзки между елементите, изграждащи минерала. Цепителността е векторна величина и при различните минерали се проявява в различни посоки. Един минерал може да има различна цепителност в различните посоки, или в някоя от тях да не проявява никаква цепителност. Минералите са разделени на четири групи, в зависимост от лекотата, с която се разцепват:
- Със съвсем съвършена цепителност
- Със съвършена цепителност
- С ясна (средна) цепителност
- С несъвършена (неясна) цепителност

### Лом
Ломът представлява формата и вида на повърхността, по която един минерал се разчупва под влияние на външни или вътрешни напрежения. Говори се за лом когато минералът се разчупва в неправилни форми. Един минерал може да има цепителност в една посока и лом в друга. Често видът на лома се ползва при първичното диагностициране на минералите. Според вида на отломената повърхност се различават следните видове лом:
- Неравен лом
- Мидест лом
- Полумидест лом
- Землест лом
- Кукест лом
- Влакнест лом
- Зърнест лом
- Иглест лом

### Псевдоцепителност (отделност)
За псевдоцепителност се говори, когато един минерал се разчупва по посоки, които не са цепителни повърхнини, нито съответстват на слабите звена в структурата му. Предизвиква се от правилно разпределени включвания и други нарушения в идеалната кристална структура.

### Еластичност и пластичност
Еластичността и пластичността представляват механичните деформации, които претърпява един минерал, преди да се разчупи. Еластичността и пластичността са обвързани с модула на Юнг (модул на еластичност) и се измерват в kg/cm2.
- Еластичните деформации са тези, при които минералът, след приложена върху него сила, успява да възвърне първоначалното си състояние. Възможни са до определени граници на натоварване, различни за всеки минерал, след които той или се раздробява, или претърпява пластични деформации, съобразно крехкостта му
- Пластични са онези деформации, при които след приложена сила минералът не може да възвърне първоначалното си състояние, но все още не се е раздробил.
- Транслация – наблюдава се при пластична деформация, когато се получава разместване в кристалната решетка по определени атомни плоскости. Може да бъде планарна (при разместване по хоризонтални плоскости), аксиална (при огъване) или торзионна (при усукване).[1]

## Оптични свойства
Оптичните свойства се отнасят до реакцията на минералите при попадане върху тях на светлинни лъчи и начина на преминаването им през самия кристал.

### Лъчепречупване
Лъчепречупването е много важно оптично свойство на минералите, тъй като по него много от тях могат да се диагностицират и характеризират. Представлява количествена мярка за оптичната им плътност и се измерва с показател на пречупване. В най-простия случай на светлинен лъч, попаднал върху повърхността на един прозрачен кристал, показва посоката на пречупване на този лъч при навлизането му във вътрешността на минерала. Съществува връзка между опаковъчния индекс, определящ плътността на кристалната решетка и показателя на пречупване. Минералите, кристализирали в кубична сингония са оптично изотропни и имат само един показател на пречупване. Оптично анизотропните минерали с нееднакво разпределение на атомите в различните посоки на кристалната решетка пречупват светлинния лъч в зависимост от посоката и той преминава през тях в две или повече посоки с различна скорост. В зависимост от показателя на пречупване минералите се делят на оптично положителни и оптично отрицателни. Освен това могат да бъдат оптично едноосни и оптично двуосни.

### Блясък
Блясъкът на минералите е тясно свързан с показателя им на пречупване и определя тяхното отражение (отражаемост). Колкото по-висок е показателят на пречупване, толкова по-силен е блясъкът на минерала. Характерът му се изменя съобразно вида на неговата повърхност. Видът на блясъка задължително се споменава при описанието на един минерал. Около 70% от всички минерали се характеризират със стъклен блясък. Различават се няколко вида блясък, според степента на отражаемост на минералите:
- Стъклен
- Диамантен
- Полуметален
- Метален[1]

### Цвят
Цветът е характерен белег за минералите и може да се използва при първичното им определяне в полеви условия. Зависи от способността на минерала избирателно да поглъща или отразява светлинни вълни с определена дължина. Цветът обаче е променливо свойство на минералите, тъй като един и същи минерал при различни условия на формиране и състав може да има различни цветове. Зависи от химичния състав, кристалната структура и примесите от други вещества. Често от цвета на минерала може да се достигне до извод за част от химичния му състав. Цветът, наред с блясъка е изключително важен за декоративните, скъпоценните и полускъпоценните камъни, които дължат на него своята красота.

### Цвят на чертата
Под цвят на чертата се разбира цвета на следата на един минерал, която той оставя след себе си при надраскване с него. За разлика от цвета на минералите, цветът на чертата е винаги постоянен, независимо от цветовите разновидности на минерала. Поради това, той е едно от свойствата, които се ползват за определяне на вида му. Съвпада с цвета на същия минерал, стрит на фин прах и задължително се споменава при описанието на всеки минерал.

### Луминесценция
Луминесценцията е свойството на някои минерали да излъчват светлина при облъчване с катодни или ултравиолетови лъчи. Излъчваната светлина е с различен цвят за различните минерали, зависи от примесите (луминофори) и може да бъде използвана при диагностицирането им, както и за тълкуване на генезиса им. Цветът и силата на излъчената светлина се отдават на чужди йони, наричани активатори или фосфорогени. При минералите се наблюдават няколко вида луминесценция:
- Флуоресценция – излъчване на светлина само по време на облъчването. Когато то се прекрати, спира и излъчването от минерала. Типична е за минерала флуорит, откъдето идва и наименованието ѝ.
- Фосфоресценция – излъчването на светлина от минерала продължава и след като облъчването се прекрати. Това е сравнително рядко срещано явление при минералите. Среща се при някои гипсови и арагонитови кристали.
- Термолуминесценция – излъчването на светлина става при нагряване на минерала. Типичен представител – флуорит.
- Триболуминесценция – излъчването на светлина се проявява при стриване на минерала. Предизвиква се от стриване, смачкване или раздробяване на луминофорите.[1]

### Тенебресценция
Тенебресценцията представлява избеляване или потъмняване на един минерал при облъчване. Типичен пример е хекманитът, разновидност на содалита, който има розова прясно отломена повърхност. Под въздействие на дневна светлина розовият цвят бързо избелява, а оставен на тъмно, минералът отново възвръща първоначалния си цвят. Облъчен с ултравиолетови лъчи, хекманитът се оцветява в тъмновиолетово, а при последвало излагане на дневна светлина губи този цвят.

## Химични свойства
Свойствата на минералите зависят в голяма степен от техния химичен състав. В зависимост от химичния си състав се различават следните групи минерали, подредени по процентно съдържание в земната кора:

### Силикати
Това е най-голямата група минерали, които се състоят главно от силиций и кислород с добавка на йони от алуминий, магнезий, желязо и калций. Изграждат около 90% от земната кора. Между минералите силикатите се отличават с най-сложен състав. В тази група са включени около 500 минерала. В състава им влиза SiO4, който свързан в пространството, образува тетраедър – главен градивен елемент в структурата на всички силикати. Веригите, лентите, слоевете и пространствено оформеният скелет от тези тетраедри показва голямо разнообразие. Поради сложния им състав повечето силикатни минерали са нискосиметрични като 45% от тях са моноклинни, около 20% са ромбични, около 9% – триклинни, около 9% – кубични и т.н. Представители – кварц, оливин, пироксен, амфибол.(

### Карбонати
Минералите от тази група са около 80 и представляват соли на въглеродната киселина с натрий, калций, магнезий, цинк, олово, мед, барий, редки земи и др. Съдържат аниони (CO3)2- при които трите кислородни атома заемат върховете на равностранен триъгълник, в чийто център планарно се разполага въглеродният атом. Тези групи в карбонатните минерали могат да са разположени еднопосочно в определена плоскост или ос, или в различни посоки. Карбонатите обикновено кристализират във форми с ниска симетрия. Значителна част от тях съдържат вода, особено урановите, магнезиевите, и алкалните и всички те са разтворими в солна киселина. Образувани са при изветрителни условия, или са продукт на отлагане във водни басейни.

### Сулфати, селенати и телурати
Минералите от този клас са около 200. Сулфатите са соли на сярната киселина. Основната им структурна единица е анионната група (SO4)2-, в която кислородните атоми тетраедрично обкръжават серния йон. Като сложни съединения те са с ниска симетрия (най-често моноклинна и ромбична) и ниска твърдост. Средната им твърдост варира от 2 до 3,5, като при най-твърдите достига до 4,0 – 4,5. Почти всички сулфати представляват екзогенни образувания или хомогенни отлагания в големите водни басейни. Повече от половината от известните сулфати се образуват вследствие изветряна на сулфидни минерали. Представители – барит, гипс.

### Халогениди
Това са минерали, съединения на калия, натрия, магнезия, калция и други метали с хлор, йод, бром и флуор. Най-разпространен в природата е хлорът. Към този клас се отнасят около 100 минерала. Те са прозрачни и полупрозрачни с разнообразни цветове и правилни кристални форми. Халогенидните минерали представляват типични йонни съединения с по-значителен ковалентен характер при онези от тях, които съдържат тежки метали и йод. Голяма част от тях са еднометални съединения, като рядко се срещат и такива с повече метали. Около 1/4 кристализират в кубична симетрия, около 1/3 – в хексагонална, тригонална или тетрагонална симетрия, а останалите са нискосиметрични. Представители – халит и флуорит.

### Оксиди и хидроксиди
Това са съединения на кислорода (O2+) или хидроксилната група (OH-) с метали и по-рядко полуметали и неметали. Тук са включени над 250 минерала със сравнително прост химичен състав. Състоят се от един, два, рядко повече главни метали, в допълнение на кислород, хидроксилна група или водни молекули. Голямата част от оксидните минерали са йонни до йонно-атомни съединения и само съвсем малка част от тях са с молекулни структури. Плътността на кристалната им структура е значителна, отличават се с голяма твърдост и високи показатели на лъчепрпечупване. Основната част от тези минерали са продукти, получени в резултат на преработка на първични минерали, под действието на вадозни разтвори. Друга част са образуваните в дълбочина пегматитови и магматични находища, където основни представители са оксидите на желязото, тантала, ниобия, титана, берилия, тория и др.

### Сулфиди и сулфосоли
Групата включва над 300 минерала. Това са съединения на метали и полуметали със сяра. В повечето случаи са непрозрачни, с метален блясък, с голямо относително тегло и средна до ниска твърдост. Сулфидите и сродните им съединения кристализират обикновено във форми с висока симетрия, докато сулфосолите имат усложнен състав и нискосиметрични кристали. Тук са включени някои от най-важните руди за добив на цветни метали. Най-големи концентрации на ендогенна сяра се намират в хидротермалните находища, които представляват и най-важните сулфидни находища на метали като мед, цинк, олово, никел, живак и т.н. Основен представител – пирит.

### Фосфати, борати, арсенати и ванадати
Наброяват около 300 вида, но присъстват в незначителни количества в състава на земната кора. Тук са включени различни минерали с тетраедрична структура, съдържащи групата O4, която може да бъде свързана с фосфор, антимон, арсен или ванадий. Минералите от тези класове представляват соли съответно на борната, фосфорната, арсеновата и ванадиевата киселини. Важен представител и най-разпространен фосфат – апатит.

### Самородни елементи
В състава на земната кора са установени около 35 химични елементи в самородно състояние. Сравнително често като самородни се срещат тези химични елементи, които проявяват слабо сродство към сярата и кислорода. Типични такива елементи са платиновите метали, тези от групата на желязото, златото и отчасти калаят, молибденът и реният. В самородно състояние се срещат и типични халкофилни полуметали арсен, антимон и бисмут, както и неметалите сяра, селен и телур. Самородните елементи от групата на платината и желязото се срещат почти изключително под формата на впръсквания към ултрабазични и базични скали. Халкофилните елементи са предимно хидрогеотермални и супергенни, а самородната сяра може да бъде срещната в значителни залежи.

### Органични минерали
Минералите от този клас са свързани обикновено с въглищни и нефтени находища, или се появяват като биопродукти, в чието формиране са участвали и геоложки процеси. Представители – нефт, битум, фихтелит, карпатит, евенкит.

## Други свойства
- Магнитни свойства – Минералите се влияят по различен начин от действието на магнитно поле върху тях. Магнитните им свойства се характеризират с магнитна възприемчивост, която е различна при различните минерали. Представлява отношението между силата на намагнитизиране и силата на магнитното поле, което го предизвиква. Според магнитните си свойства минералите се разделят на няколко вида:[1]
  - Диамагнитни – имат малка отрицателна магнитна възприемчивост и леко се отблъскват от магнита. Кристалите им съдържат елементи, чиито електрони имат уравновесени спинове, поради което липсва остатъчен магнитен момент. Типични представители – калцит, халит, самородни злато, сребро, бисмут.
  - Парамагнитни – характерзират се със слаба положителна магнитна възприемчивост. Съдържат йони, чиито електрони са с неуравновесени спинове. Минералите от тази група съдържат известно количество желязо, което се привлича от магнита в различна степен.
  - Феромагнитни – имат силна положителна магнитна възприемчивост. Съдържат йони, чиито електрони са с неуравновесени спинове. Минералите от тази група съдържат сериозно количество желязо, което силно се привлича от магнита. Минералът с най-силни магнитни свойства в природата е магнетитът, който носи името си от тази важна характеристика.[1][11]

Предвид факта, че съществуват минерали, които проявяват диамагнитни свойства в една посока и парамагнитни в друга, се прилага и друга категоризация на минералите в зависимост от магнитните им свойства. Базира се на подредеността или неподредеността на магнитните моменти и се разделят на феромагнитни, антиферомагнитни и феримагнитни.
- Електрични свойства – Електричните свойства на минералите зависят основно от типа връзки в тяхната структура. Минералите с метални връзки съдържат в структурата си свободни електрони, поради което са добри проводници на електричеството. Полупроводници и изолатори са тези минерали, които имат йонни или ковалентни връзки.[1]

Някои минерали могат да бъдат допълнително наелектризирани чрез загряване (пироелектричество) или чрез натиск (пиезоелектричество). Това им свойство се прилага широко при радиоелектрониката, оптоелектрониката, електроакустиката и др.
- Омокряемост – Омокряемостта на минералите показва степента на трудност, с която повърхността на кристалните стени се покрива с вода или друга течност. Това свойство се използва при разделянето на различни минерали един от друг – в обогатителните заводи, при избирателното флотиране на смес от минерали. Според омокряемостта минералите се разделят на два вида:[1]
  - Лиофилни – минерали, които се намокрят лесно. При тях са характерни структурите с йонни връзки.
  - Лиофобни – минерали, които се намокрят трудно. Характеризират се с метални или ковалентни връзки.[1]
- Радиоактивност – Голям брой минерали съдържат в състава си радиоактивни елементи, които влияят върху тяхната структура. Тъй като радиоактивността представлява самоволно разпадане на атомите, някои минерали, съдържащи уран или торий, често са с разрушени кристални решетки. Те са придобили особеностите на аморфните тела, въпреки че външната им форма остава запазена. Такова разрушаване на кристалната решетка се нарича метамиктизиране. Характерни представители са цирконът, самарскитът, евксенитът и др.[1]

## Кристална структура и форма
Минералите са природни обекти, чиито качества и свойства зависят от химичния им състав и кристалната им структура. Атомите, изграждащи техните кристали, са с различни размери и се намират в различна степен на йонизация, което от своя страна обуславя и различните типове кристална структура, с която се характеризират.
Кристалите представляват еднородни твърди тела, които се самоограждат с плоски стени в резултат на правилен вътрешен строеж. Образуват се от стопилка, разтвор или газова среда. От значение е скоростта на нарастване на кристалите. Когато тя е малка и растежът става спокойно и при непроменени условия, възникват добре оформени и равномерно развити кристали.
- Кристални форми – За да се образуват добре оформени кристали в природата е необходимо място, където те да се развият. Такива пространства обикновено се намират в пукнатините и кухините на скали. На такива места могат да се развият правилни и добре оформени кристали.
- Зърнести агрегати – Когато обаче пространството стане недостатъчно за растежа им, част от тях се лишават от естествените си кристални стени и се образува една обща маса от зърнести агрегати.
- Идиоморфни (еведрични) – В скалите, които представляват полиминерални агрегати, могат да се срещнат зърна с различна степен на оформеност и различни размери, наречени идиоморфни.
- Хипидиоморфни (субедрични) – Това са кристални форми, които имат непълно развитие и при тях са оформени само отделни кристални стени.
- Ксеноморфни (анедрични) – Минерали, които нямат собствена форма.[5] В тях са разпръснати кристали без собствени очертания, разположени в свободните пространства между кристалите на други минерали.

Според вида на изграждащите ги кристали се различават следните два вида минерални образувания:
- Монокристали – състоят се от една или повече съчетани прости кристалографски форми с определена симетрия.
- Поликристали – Могат да бъдат изградени от два или повече монокристала, свързани един с друг като срастъци (когато са свързани ориентирано един спрямо друг) или като кристална друза (когато свързването е неориентирано).[5]

## Сингония и категория на симетрия
Градивните частици на структурата на един кристал са атомите, йоните и молекулите, които го съставят. Те образуват структури, подчинени на някакъв вид симетрия. Симетрията на кристалите се разглежда по отношение на техните ограничителни елементи – стени, ребра и върхове. Всички кристали на един и същи минерал имат еднаква структурна симетрия.
През 1826 г. немският учен Морис Лудвиг Франкенхайм описва 32 възможни класа на симетрия при кристалите и съответно минералите, които по-късно са потвърдени от Й.Ф.Х. Хесел и Аксел Гадолин. Тези класове се обединяват в три категории и седем сингонии:

## Методи за определяне на минералите
Преди да се започне определянето на един минерал е необходимо да се изучат условията, при които се е образувал, съпътстващите го минерали и типа на неговото месторождение. Съществуват различни методи за неговото диагностициране, които обикновено се ползват комплексно:
- Морфоложки метод – ако минералите са добре изкристализирали се изучава тяхната морфология, като успоредно с това се изследват някои от физическите им свойства – относително тегло, твърдост, цепителност, блясък, цвят, черта и т.н. За морфоложкото изследване се ползват гониометри, чрез които се изследват и отчитат ъглите на кристала. Ръбните ъгли са характерни константи за кристалите на всички минерали, освен за онези, които кристализират в кубична сингония. В полеви условия се използва още изследването с духалка, което дава представа за топимостта на минерала, летливостта на съставките му, оцветяването на пламъка от съставящите го химични елементи, съдържанието на вода в тях и т.н. Наличието на сяра в минералите може да се докаже с т.нар. хепарна проба – минералът се стрива, смесва се със сода, нагрява се, стопилката се поставя върху сребърна монета и се намокря. При наличие на сяра се получава кафяво петно от сребърен сулфат.
- Химичен метод – използва се изследването с духалка, което дава представа за топимостта на минерала, летливостта на съставките му, оцветяването на пламъка от съставящите го химични елементи, съдържанието на вода в тях и т.н. Наличието на сяра в минералите може да се докаже с т.нар. хепарна проба – минералът се стрива, смесва се със сода, нагрява се, стопилката се поставя върху сребърна монета и се намокря. При наличие на сяра се получава кафяво петно от сребърен сулфат.

- Микрохимичен анализ – изследва се малко количество от минерала. С помощта на цветови реакции се изследва наличието на един или друг химичен елемент. Минералът се разтваря в някаква киселина и реакциите се наблюдават с микроскоп. При минерали с метален блясък цветът на разтвора е показателен – зелен при наличие на никел или мед, оранжев – оцветяване от желязо, розов – от кобалт и т.н. При минерали с неметален блясък може да се отдели СО2, което показва присъствие на карбонати, пихтиеста утайка – силикати, плътна червена утайка – ванадати, жълта утайка – волфрамати и т.н. При подробния микрохимичен анализ могат да се определят количествата на съставните елементи и химичната формула на минерала.
- Микрокристалоскопски анализ – прилага се когато при горните реакции се получат характерни микрокристали, които се наблюдават също върху предметно стъкло с микроскоп.
- Инфрачервена спектроскопия – представлява изследване на спектрите на поглъщане на различните съставящи минерала химични елементи и молекулни групи в инфрачервени лъчи. Извършва се със спектрофотометър.
- Диференциалнотермичен анализ – прилага се най-често за минерали със сложен състав, представляващи землести агрегати, които често са нееднородни. Минералът се нагрява равномерно и се отбелязват топлинните ефекти, появяващи се вследствие на отделяне на вода, летливи съставки, разпадане на минерала, образуване на нови съединения и др. Тези химични и физични превръщания често са съпроводени с отделяне или поглъщане на топлина, които се регистрират с помощта на термоелементи и огледални галванометри.
- Рентгенографски метод – използват се обикновено монохроматични рентгенови лъчи, насочени към прах от минерала и дифрактиралите лъчи се регистрират върху фотографски филм. За диагностика се прилага праховия метод на Дебай-Шерер, който позволява да се определят междуплоскостните разстояния в кристалната решетка и да се индексират атомните плоскости, по които дифрактират рентгеновите лъчи. За определяне на кристалната симетрия се използва методът на Лауе.
- Ядрено-магнитен резонанс и електронен парамагнитен резонанс – спектроскопски методи. Ядрено-магнитният резонанс (ЯМР) дава възможност да се получи представа за характера на заместване на един йон с друг, както и за разпределението на елементите в структурата на минерала. Електронният парамагнитен резонанс се използва за установяване на предпочитаните места на електронно-дупчести дефекти и примесни елементи в структурата.
- Мьосбауеров метод – позволява бързо определяне на валентността, например на желязото в минералите, мястото му в кристалната им структура и координационното му число.
- Кристалооптичен анализ – чрез него се получават оптичните константи на минералите.
- Спектрографски и рентгеноспектрографски анализ – използват се за подробно качествено и количествено определяне на малки количества примеси в минералите.
- Рентгенов микроанализатор (електронна микросонда) – химичните елементи се възбуждат с бомбардиране чрез тънък електронен сноп и се регистрират различните спектри.
- Радиоактивен анализ – основава се на ядрено бомбардиране на минерала и химичните елементи в него се определят чрез предизвиканата радиоактивност.[1]

## Минерални находища
Минералните находища представляват натрупване на минерали, които предизвикват промишлен интерес, на определено място в земната кора. Съдържанието на химични елементи в едно находище се оценява на база икономиката на съответната държава и конюнктурата на световния пазар. Минералите изграждат земната кора главно под формата на скали, но освен това образуват и отделни, обособени и много по-малки по размери находища. По-важните форми, в които се проявяват тези находища са следните:
- Минерални жили – това е най-разпространеният тип находища и затова са най-важни от практична гледна точка. Представляват предимно вертикални плочи, вложени в земната кора. Много пъти те изтъняват, разклоняват се или се появяват във вид на клинове. На дълбочина обикновено достигат до няколкостотин метра и много рядко – до 2 – 3 km. Дължината им е разнообразна, но най-често е до 2 – 3 km, като в редки случаи може да достигне до няколко десетки километра. Дебелината им варира от няколко милиметра до няколко метра, но обикновено е около метър. Образуват се чрез запълване на пукнатини в земната кора от различни разтвори. По начина им на образуване се разделят на:
  - Асцендентни разтвори – такива, които навлизат в пукнатините от долу нагоре. Те са най-често хидротермални, металоносни и образуват рудни минерални жили.
  - Десцендентни разтвори – такива, които се просмукват от горе надолу в скалните пукнатини и кухини.
  - Латерална секреция – разтвори, които проникват странично в кухините. Получават се т.нар. алпийски тип жили, наречени така, защото са проучени най-напред в Алпите. Минералният им състав е като този на околните скали, но някои минерали са в доста по-голямо количество. Този тип най-често се среща в средата на метаморфни скали и често съдържат адулар, кварц, турмалин, апатит и др.[15]

В зависимост от разположението на последователно отлаганите минерали жилите се разделят на симетрични, асиметрични, брекчозни и др.
- Минерални щокове, гнезда и лещи – това са неправилно разположени минерални находища, които се различават помежду си само по размерите си. Щоковете имат размери във всички посоки над 10 метра, а гнездата, лещите и джобовете са по-малки. Най-често произходът им е пневматолитен или хидротермално-метасоматичен.[15]
- Минерални импрегнации – обикновено това са впръскани в скалите минерали, които се срещат главно в съседство с хидротермални жили и щокове. В някои случаи обаче те могат да образуват самостоятелни находища с промишлено значение. В България такива са Медет, Асарел и медодобивният рудник от открит тип Елаците между Етрополе и Златица.[15]

- Кухини, геоди и миндали – Разтворите, които проникват в съществуващите празнини в скалите отлагат минерали по стените им. Кухините са с големи размери от типа на пещерите във варовити скали. В тях по стените им се отлагат калцит и арагонит, които образуват красиви фигури, включително сталактити и сталагмити. Геодите са много по-малки кухини, средно с размера на човешки юмрук, а миндалите са най-малките кухини, почти винаги изцяло запълнени с някакъв минерал. Името им е дадено тъй като формата им напомня бадемова ядка.[15]
- Конкреции – представляват както форми на минерални находища, така и минерални агрегати с овална форма, образувани в рохкава среда като пясък, почва, глина и т.н. Те растат отвътре навън и се оформят около център, обособен от чужда частица (песъчинка, черупка или нещо друго). Натрупването на минерали става около това централно ядро и расте навън. Размерите им варират от 1 mm до 1 m, но най-често са колкотоорех или юмрук. Според минералното вещество, от което са образувани, конкрециите се разделят на варовити, фосфоритови, лимонитови, пиритови, марказитови, сидеритови и др.[15]
- Дендрити – също могат да се разглеждат като форми на находища и като агрегати. Характерни са за някои самородни елементи като злато, сребро, мед, железни и манганови хидроокиси. Образуват се при бърза кристализация на разтвори и имат дървовидна форма, откъдето носят и името си.[15]
- Разсипни минерални находища – произходът им обикновено е алувиален, елувиален и по-рядко делувиален. Често материалите в такива находища и особено в алувиалните са сортирани естествено според относителното им тегло. В тях се срещат химически устойчиви минерали с по-голяма твърдост като магнетит, гранат, циркон, монацит, каситерит, волфрамит, злато, платина, диаманти.
  - Алувиалните находища се образуват при отлагане и натрупване на скален материал от речната вода.
  - Делувиалните находища се формират в основата на планински склонове в резултат на натрупване на материал при повърхностно отмиване от валежите.[15]